# Vappolotes tianjiayu
Espèce
Vappolotes tianjiayu est une espèce d'araignées aranéomorphes de la famille des Agelenidae.

## Distribution
Cette espèce est endémique du Hunan en Chine,. Elle se rencontre dans le xian de Shimen des grottes.

## Description
La femelle holotype mesure 7,16 mm.
Le mâle décrit par Li, Zhao Li et Xie en 2023 mesure 6,27 mm.

## Systématique et taxinomie
Cette espèce a été décrite par Li, Zhao et Li en 2023.

## Étymologie
Son nom d'espèce lui a été donné en référence au lieu de sa découverte, Tianjiayu.

## Publication originale
- Li, Zhao & Li, 2023 : « Three new species of the genus Vappolotes Zhao & Li, 2019 (Araneae, Agelenidae) from southwest China. » Zootaxa, no 5270(2), p. 325-336.